# Chvalšiny
Chvalšiny (deutsch Kalsching) ist eine Gemeinde im Okres Český Krumlov in Tschechien.

## Geographie

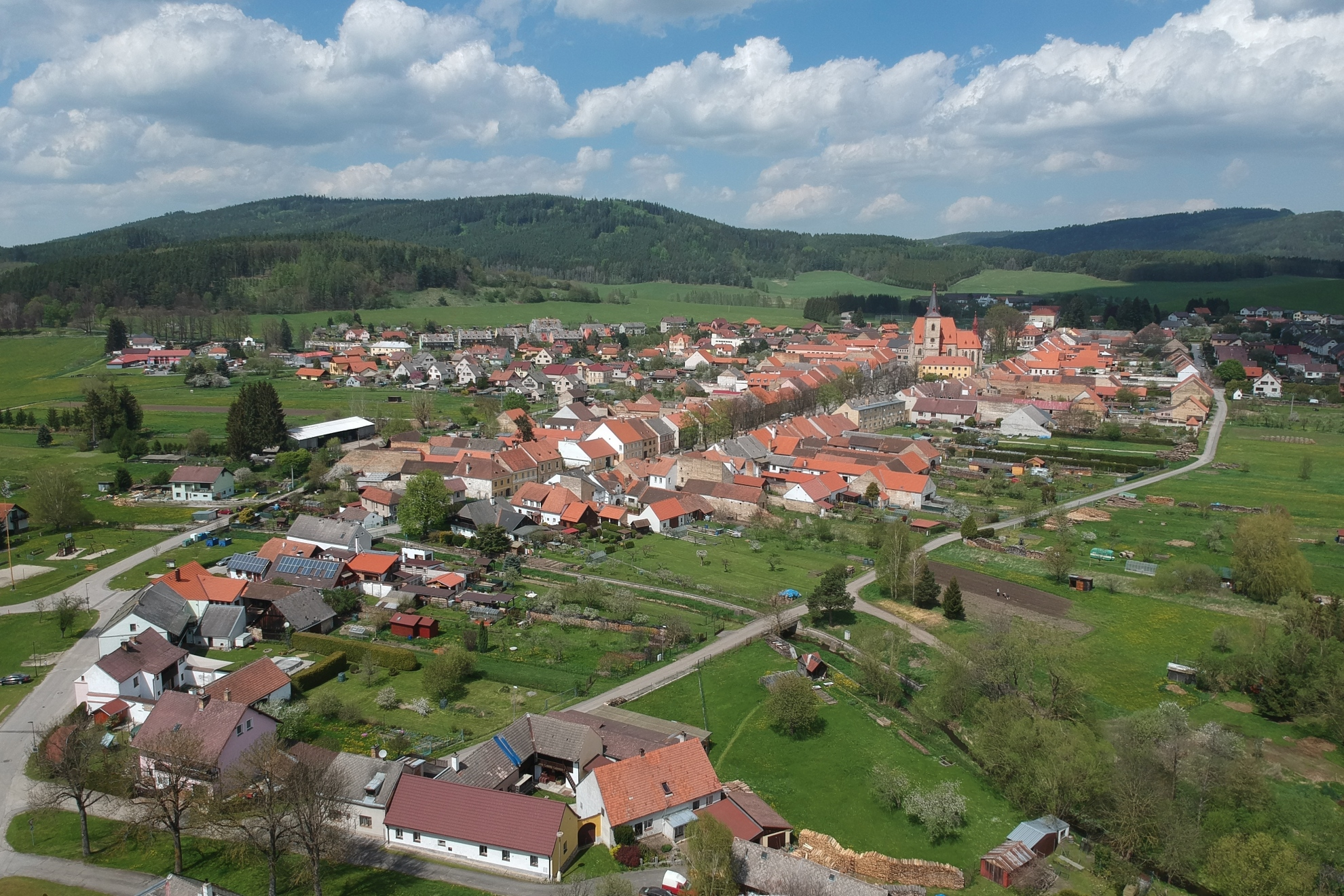
Ortsansicht

Chvalšiny liegt am Chvalšinský potok (Kalschingbach) im Süden des Blanský les. Nachbarorte sind Borová (Mistelholz) und Brloh (Berlau) im Norden, Loučej (Lutschau) und Křemže (Krems) im Nordosten, Zlatá Koruna (Goldenkron) im Osten, Vyšny, Novosedly und Kájov (Gojau) im Südosten, Boletice (Poletitz), Kladenské Rovné (Ruben) und Skláře im Süden sowie Borová und Třebovice im Nordwesten. Nordöstlich erhebt sich der 1084 m hohe Kleť und im Südosten liegt vor Křenov ein Botanischer Garten (botanická zahrada).

### Gemeindegliederung
Die Gemeinde besteht aus den Ortsteilen Borová (Mistelholz), Červený Dvůr (Rothenhof), Chvalšiny (Kalsching) und Hejdlov (Hödlwald). Grundsiedlungseinheiten sind Borová, Borovští Uhlíři (Mistelholzkollern), Červený Dvůr, Chvalšiny, Hejdlov und Střemily (Richterhof).
Das Gemeindegebiet gliedert sich in die Katastralbezirke Borová u Chvalšin, Chvalšiny und Střemily.

### Nachbargemeinden
| Ktiš                        | Brloh pod Kletí                             | Křemže |
|                             | Kompassrose, die auf Nachbargemeinden zeigt |        |
| Truppenübungsplatz Boletice |                                             | Kájov  |

## Geschichte

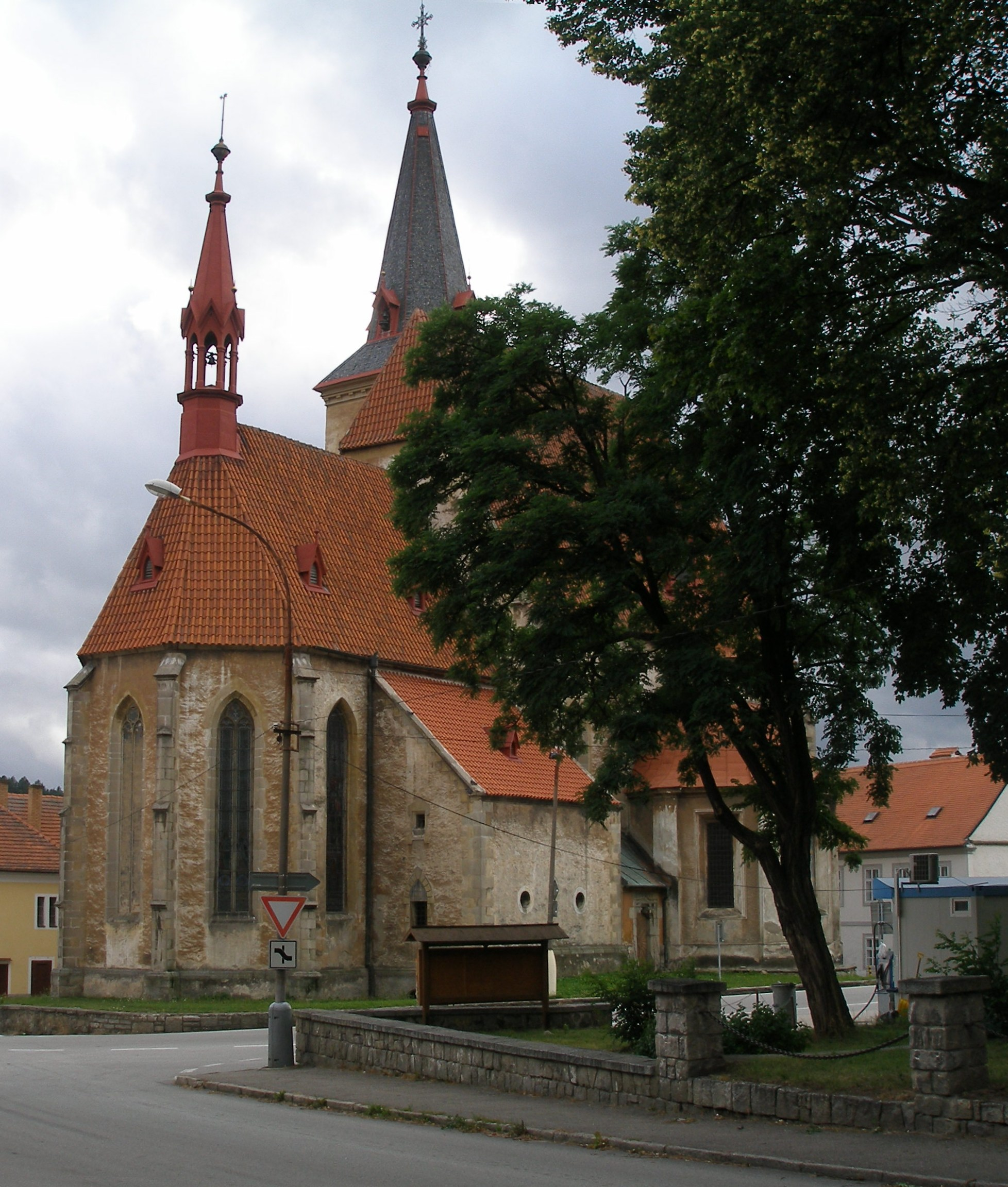
Maria-Magdalena-Kirche

Anhand archäologischer Funde in der ehemaligen Burgstätte des südlich gelegenen Poletitz wird angenommen, dass die Gegend von Kalsching bereits im 10. und 11. Jahrhundert von slawischen Stämmen besiedelt wurde. Es gehörte zum östlich gelegenen Kloster Goldenkron und wurde erstmals 1281 urkundlich erwähnt, als Markgraf Otto von Brandenburg in seiner Eigenschaft als Vormund des noch nicht volljährigen Königs Wenzel II. den Besitz von Kalsching dem Kloster bestätigte. Bereits 1293 wurde es zum Städtchen erhoben. Während der Hussitenkriege gelang es Ulrich II. von Rosenberg, sich die Goldenkroner Klostergüter anzueignen und sie seiner Herrschaft Krumau anzugliedern. Während der Regentschaft von Wok II. von Rosenberg und Peter IV. von Rosenberg wurde 1487–1507 die spätgotische Marienkirche erbaut, deren Netzgewölbe im Kirchenschiff den künstlerischen Einfluss der bayerisch-schwäbischen Bauhütte um Hans Wechselberger und Wolfgang Wiesinger aus Braunau erkennen lassen. 1567 verlieh Wilhelm von Rosenberg Kalsching das Bierbrau-Privileg. Sein Nachfolger Peter Wok von Rosenberg, der letzte Rosenberger im Mannesstamm, schenkte Kalsching im Jahre 1600 große Waldungen. Nachdem er zwei Jahre später die Herrschaft Krumau wegen Überschuldung verkaufen musste, unterstand Kalsching bis 1622 der Böhmischen Kammer. In diesem Jahr schenkte Kaiser Ferdinand II. Kalsching zusammen mit der Herrschaft Krumau seinem Hofkammerpräsidenten Hans Ulrich von Eggenberg für dessen Verdienste in der Katholischen Liga. Während der Regentschaft der Eggenberger erhielt Kalsching 1641 Privilegien für einen Wochenmarkt sowie zwei Jahrmärkte, 1685 kamen zwei weitere Wochenmärkte hinzu.
Nach dem Aussterben der Eggenberger 1719 fiel Kalsching an die Fürsten Schwarzenberg. Während der Regentschaft Josef Adams von Schwarzenberg wurde unweit von Kalsching 1756–1760 nach Plänen von Josef Fortini das Schlösschen Rotenhof errichtet. Es diente seit der Mitte des 19. Jahrhunderts als Sommersitz der Schwarzenberger.
Nach der Aufhebung der Patrimonialherrschaften bildete Kalsching eine selbständige Gemeinde. Ab 1850 befand sich in Kalsching ein Bezirksgericht (Gerichtsbezirk Kalsching), das bis zum Ende des Zweiten Weltkriegs bestand. Von 1855 bis 1868 war Kalsching Sitz eines Bezirksamts, dessen Amtsgeschäfte anschließend dem Bezirksamt in Krumau zugewiesen wurden. 1930 betrug die Einwohnerzahl 1.412 (davon 1340 Deutsche). Für das Jahr 1991 sind 1.002 Einwohner belegt.

## Sehenswürdigkeiten

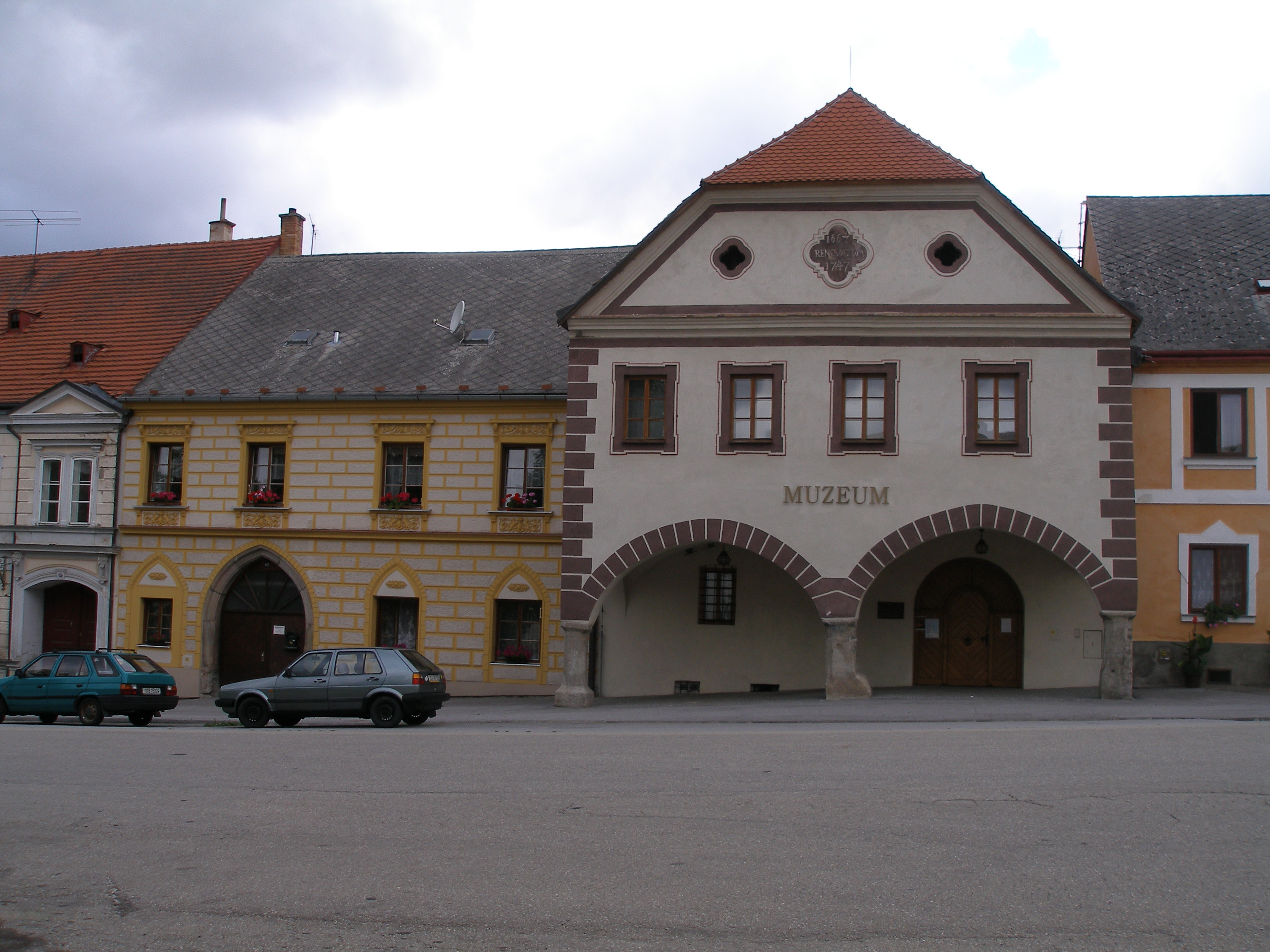
Museum

- Die spätgotische Marienkirche wurde 1487–1507 erbaut – zumindest das Gewölbe stammt von Hans Getzinger.[6]
- Die mittelalterliche Bebauung des Marktplatzes wurde durch mehrere Brände im 17. bis 19. Jahrhundert zerstört. Einige Gebäude enthalten noch spätgotische Sattelportale.
- Das Museum des Schwarzenbergischen Schwemmkanals dient gleichzeitig als Heimatmuseum. Es befindet sich in dem Gebäude in dem bis 1848 das Rathaus und danach das Bezirksgericht untergebracht waren.
- Kreuzwegstationen mit Kapelle

## Persönlichkeiten
- Joseph Rosenauer (1735–1804), Forstingenieur im Dienst der Fürsten Schwarzenberg
- Karl Brdlik (1874–1948), sudetendeutscher Lehrer und Heimatforscher
- Helmut Schläger (1924–1969), Bauforscher und Unterwasserarchäologe
- Franz Matsche (1939–2017), Kunsthistoriker